# Ganglioside
 (novembre 2015).
Si vous disposez d'ouvrages ou d'articles de référence ou si vous connaissez des sites web de qualité traitant du thème abordé ici, merci de compléter l'article en donnant les références utiles à sa vérifiabilité et en les liant à la section « Notes et références ».
Les gangliosides sont des lipides qui font partie des glycosphingolipides. On les trouve essentiellement à la surface des membranes neuronales. Ils sont constitués d’un céramide lié par une liaison osidique à un ou plusieurs oses chargés. 
Les gangliosides contiennent deux résidus osidiques ou plus dont au moins un est estérifié par un acide sialique (ex. : acide N-acétylneuraminique).
Ils sont très polaires, par leurs nombreuses fonctions hydroxyle et leur charge négative apportée par l'acide sialique. De nature amphiphile mais non amphotère, ils se trouvent en quantité importante dans les radeaux lipidiques des membranes plasmiques et sont impliqués dans la transduction du signal cellulaire, notamment dans le fonctionnement du système immunitaire, ils jouent ainsi le rôle de récepteurs, et un site de fixation pour le virus de la grippe : GM3.

## Nomenclature
La première lettre du nom est G, pour le ganglioside ; la suivante désigne le nombre d'acide sialique : M pour mono-, D pour di-, T pour tri-, etc.

## Pathologies
En somme, les gangliosides sont précurseurs de bon nombre de pathologies[pourquoi ?], comme celle de Tay-Sachs, résultant d'une accumulation de GM2[Quoi ?] dans le cerveau[C'est-à-dire ?].